# Élections législatives autrichiennes de 1995
Les élections législatives autrichiennes de 1995 (Nationalratswahl in Österreich 1995, en allemand), se sont tenues le 17 décembre 1995, en vue d'élire les cent quatre-vingt-trois députés du Conseil national, pour un mandat de quatre ans.
Le Parti social-démocrate d'Autriche conserve la première place et se renforce, s'approchant des 40 % ; le Parti de la liberté d'Autriche reste au-delà des 20 %, juste derrière le Parti populaire autrichien.

## Contexte
Erhard Busek, président du Parti populaire autrichien, vice-chancelier et ministre fédéral de l'Enseignement et des Affaires culturelles démissionne et il est remplacé par Wolfgang Schüssel, ministre fédéral des Affaires économiques à la tête de l'ÖVP.
Franz Vranitzky est chancelier depuis 1986 et il a déjà formée 4 gouvernements dont 3 avec l'ÖVP.
C'est la première élection depuis l'entrée officielle de l'Autriche dans l'Union européenne.
La XIXe législature a été dissoute à la suite d'un désaccord au sein de la coalition gouvernementale sur le budget fédéral.

## Mode de scrutin

Carte des neuf Länder.

L'Autriche est une république semi-présidentielle dotée d'un parlement bicaméral.
Sa chambre basse, le Conseil national (en allemand : Nationalrat), est composée de 183 députés élus pour cinq ans selon un mode de scrutin proportionnel de liste bloquées dans neuf circonscriptions, qui correspondent aux Länder, à raison de 7 à 36 sièges par circonscription selon leur population. Elles sont ensuite subdivisées en un total de 43 circonscriptions régionales.
Le seuil électoral est fixé à 4 % ou un siège d'une circonscription régionale. La répartition se fait à la méthode de Hare au niveau régional puis suivant la méthode d'Hondt au niveau fédéral.
Bien que les listes soit bloquées, interdisant l'ajout de noms n'y figurant pas, les électeurs ont la possibilité d'exprimer une préférence pour un maximum de trois candidats, permettant à ces derniers d'être placés en tête de liste pour peu qu'ils totalisent un minimum de 14 %, 10 % ou 7 % des voix respectivement au niveau régional, des Länder, et fédéral. Le vote, non obligatoire, est possible à partir de l'âge de 18 ans.

## Partis et têtes de liste
| Parti | Parti                                                                    | Idéologie                                                      | Tête de liste                                                | Résultat en 1994           |
| ----- | ------------------------------------------------------------------------ | -------------------------------------------------------------- | ------------------------------------------------------------ | -------------------------- |
|       | Parti social-démocrate d'Autriche Sozialdemokratische Partei Österreichs | Centre gauche Social-démocratie, progressisme                  | Franz Vranitzky (Chancelier fédéral)                         | 34,9 % des voix 65 députés |
|       | Parti populaire autrichien Österreichische Volkspartei                   | Centre droit Démocratie chrétienne, conservatisme, libéralisme | Wolfgang Schüssel (Ministre fédéral des Affaires étrangères) | 27,7 % des voix 52 députés |
|       | Parti de la liberté d'Autriche Freiheitliche Partei Österreichs          | Extrême droite Nationalisme, conservatisme, euroscepticisme    | Jörg Haider                                                  | 22,5 % des voix 42 députés |
|       | Les Verts - L'Alternative verte Die Grünen - Die Grüne Alternative       | Centre gauche Écologie politique, progressisme                 | Madeleine Petrovic                                           | 7,3 % des voix 13 députés  |
|       | Forum libéral Liberales Forum                                            | Centre droit Libéralisme, libertarianisme                      | Heide Schmidt                                                | 6,0 % des voix 11 députés  |

## Résultats

### Scores
|                        |                                            |           |       |      |        |               |  |  |  |  |  |  |  |  |
| Parti                  | Parti                                      | Voix      | %     | +/-  | Sièges | +/-           |  |  |  |  |  |  |  |  |
|                        | Parti social-démocrate d'Autriche (SPÖ)    | 1 843 474 | 38,06 | 3,14 | 71     | 6             |  |  |  |  |  |  |  |  |
|                        | Parti populaire autrichien (ÖVP)           | 1 370 510 | 28,29 | 0,62 | 52     | en stagnation |  |  |  |  |  |  |  |  |
|                        | Parti de la liberté d'Autriche (FPÖ)       | 1 060 377 | 21,89 | 0,61 | 41     | 1             |  |  |  |  |  |  |  |  |
|                        | Forum libéral (LIF)                        | 267 026   | 5,51  | 0,46 | 10     | 1             |  |  |  |  |  |  |  |  |
|                        | Les Verts - L'Alternative verte (Grüne)    | 233 208   | 4,81  | 2,50 | 9      | 4             |  |  |  |  |  |  |  |  |
|                        | Non à l'UE (NEIN)                          | 53 176    | 1,10  | 0,20 | 0      | en stagnation |  |  |  |  |  |  |  |  |
|                        | Parti communiste d'Autriche (KPÖ)          | 13 938    | 0,29  | 0,03 | 0      | en stagnation |  |  |  |  |  |  |  |  |
|                        | Parti autrichien de la loi naturelle (ÖNP) | 1 634     | 0,03  | 0,06 | 0      | en stagnation |  |  |  |  |  |  |  |  |
|                        | Le meilleur parti (DBP)                    | 830       | 0,02  | 0,01 | 0      | en stagnation |  |  |  |  |  |  |  |  |
|                        |                                            |           |       |      |        |               |  |  |  |  |  |  |  |  |
| Suffrages exprimés     | Suffrages exprimés                         | 4 844 173 | 97,69 |      |        |               |  |  |  |  |  |  |  |  |
| Votes blancs et nuls   | Votes blancs et nuls                       | 115 282   | 2,32  |      |        |               |  |  |  |  |  |  |  |  |
| Total                  | Total                                      | 4 959 455 | 100   | –    | 183    | en stagnation |  |  |  |  |  |  |  |  |
| Abstention             | Abstention                                 | 808 644   | 14,02 |      |        |               |  |  |  |  |  |  |  |  |
| Inscrits/Participation | Inscrits/Participation                     | 5 768 099 | 85,98 |      |        |               |  |  |  |  |  |  |  |  |

### Par Land
| Land           | SPÖ            | ÖVP  | FPÖ  | LIF  | Grünen |     |
| Land           | %              | %    | %    | %    | %      |     |
| -------------- | -------------- | ---- | ---- | ---- | ------ | --- |
| Land           | Basse-Autriche | 37,9 | 34,5 | 17,3 | 5,0    | 3,7 |
| Burgenland     | 44,6           | 31,9 | 16,9 | 3,3  | 2,5    |     |
| Carinthie      | 40,8           | 18,5 | 32,7 | 3,6  | 3,5    |     |
| Haute-Autriche | 38,1           | 29,5 | 21,6 | 4,4  | 5,1    |     |
| Salzbourg      | 32,6           | 29,1 | 25,4 | 6,1  | 5,6    |     |
| Styrie         | 39,7           | 29,5 | 21,2 | 4,2  | 4,0    |     |
| Tyrol          | 27,3           | 31,3 | 27,0 | 6,2  | 6,4    |     |
| Vienne         | 44,0           | 19,5 | 20,1 | 8,6  | 6,0    |     |
| Vorarlberg     | 22,9           | 34,1 | 27,4 | 7,1  | 7,3    |     |

### Analyse
Le SPÖ remporte ces élections avec 10 % d'avance sur les conservateurs de l'ÖVP qui reste la deuxième force politique. Le Parti de la liberté d'Autriche stagne aux alentours de 22 %. Les Verts - L'Alternative verte arrive tout juste à conserver 9 sièges au Conseil national avec un score de 4,8 %, le parti était proche de passer sous les barres des 4 % nécessaire pour être représenter au parlement.

### Conséquences
Franz Vranitzky reste chancelier et forme un cinquième gouvernement qui est de nouveau une coalition avec les conservateurs. Ils possèdent ensemble 123 députés soit 67,2 % des sièges.